# Суспільна свідомість
Суспільна свідомість — це сукупність ідей, теорій, поглядів, уявлень, почуттів, вірувань, емоцій людей, настроїв, у яких відбивається природа, матеріальне життя суспільства і вся система суспільних відносин.
Марксисти-ленінці, вірні своїй суспільно-політичній доктрині, вважають суспільне життя первинним («матеріальним», дійсним), а індивідуальну (як правило «класову») свідомість вторинним до нього.
Після християнської церковної Реформації Мартіна Лютера, вся європейська та «західна» в цілому суспільна думка 20 ст. слід за Максом Вебером та іншими філософами та суспільствознавцями — стоїть на позиції первинності особистості людини-індивіда. Його свідомість є первинним, а так звана «суспільна» чи «групова свідомість» є вже похідною.